# كيلي مارتن (ممثلة)
كيلي مارتن (بالإنجليزية: Kellie Martin)‏ هي ممثلة أمريكية، ولدت في 16 أكتوبر 1975 في ريفرسايد في الولايات المتحدة.

## أعمال

### أفلام
- (1995) مغامرات بندق[5][6][7]

### مسلسلات
- رجال ماد

## وصلات خارجية
- كيلي مارتن على موقع IMDb (الإنجليزية)
- كيلي مارتن على موقع ألو سيني (الفرنسية)
- كيلي مارتن على موقع أول موفي (الإنجليزية)
- كيلي مارتن على موقع قاعدة بيانات الأفلام السويدية (السويدية)
- كيلي مارتن على موقع إن إن دي بي (الإنجليزية)
- كيلي مارتن على موقع قاعدة بيانات الفيلم (الإنجليزية)
- كيلي مارتن على موقع كينوبويسك (الروسية)